# Giancarlo Fisichella
Giancarlo Fisichella (ur. 14 stycznia 1973 w Rzymie) – włoski kierowca wyścigowy. Sezon 2009 Mistrzostw Świata Formuły 1 rozpoczął w barwach zespołu Force India, a od Grand Prix Włoch przeszedł do Ferrari, gdzie zastąpił Lukę Badoera.

## Kariera

### Karting i niższe serie
Jak większość obecnych kierowców Formuły 1, Fisichella rozpoczął swoją przygodę z wyścigami w kartingu. W 1992 ścigał się we Włoskiej Formule 3 dla stajni RC Motorport. W 1993 r. zdobył tytuł wicemistrza, a w 1994 r. tytuł mistrza tej serii, wygrywając w Monako i Makau. Jeździł dla zespołu Alfa Romeo w międzynarodowej serii samochodów turystycznych.

### Debiut w Formule 1 (1996–1997)
Swój debiut w Formule 1 zawdzięcza stajni Minardi, która zatrudniła go na pół sezonu 1996. Później został zastąpiony przez Giovanniego Lavaggiego, ponieważ podpisał kontrakt na jazdę w zespole Benetton.

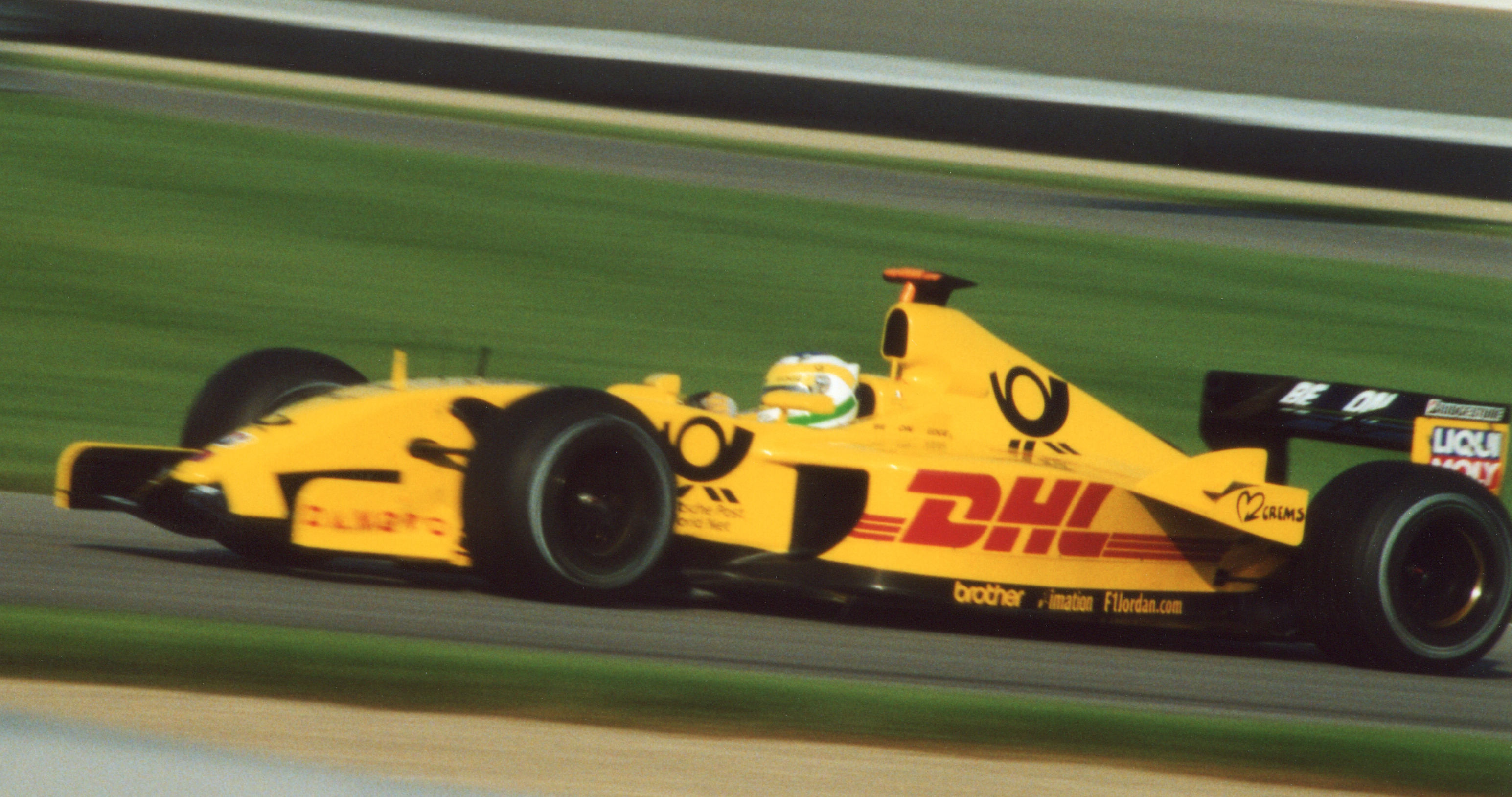
Giancarlo Fisichella za kierownicą bolidu stajni Jordan podczas Grand Prix Stanów Zjednoczonych 2002

Od sezonu 1997 został zatrudniony jako kierowca stajni Jordan, z opcją na kolejny sezon w Benettonie. Podczas Grand Prix Kanady stanął po raz pierwszy na podium.

### Starty w Benettonie (1998-2001)
W sądzie toczył się spór o to, który zespół ma prawo do Włocha. Ponieważ Giancarlo podczas sezonu 1997 podpisał kontrakt z Jordanem na następny sezon, wiedząc, że obowiązuje go umowa zawarta z Benettonem rok wcześniej. Sąd ustalił, że ważniejsza jest wcześniejsza umowa, więc Fisichella musiał zmienić barwy. Jak się później okazało, lepiej by wyszło, gdyby został u Eddiego Jordana. W sezonie 1998 zdobył swoje pierwsze pole position jeżdżąc dla Benettona. Jeździł tam przez następne trzy sezony, ale gdy stajnia została zamieniona na Renault, nie znalazł w niej zatrudnienia. Ówczesny konstruktor zespołu z 2001 roku Mike Gascoyne stwierdził, że należy wymienić obydwu kierowców, nie wierząc w siły Fisichelli oraz jego partnera przyszłego mistrza świata Jensona Buttona.

### Powrót do Jordana (2002−2003)
W sezonie 2002 powrócił do stajni Jordan, a w następnym roku wygrał w sprzyjających okolicznościach Grand Prix Brazylii. Wyścig został przerwany z powodu licznych kraks, gdy Giancarlo był na prowadzeniu, ale zgodnie z zasadami FIA, gdy wyścig jest przerywany, zwycięstwo przypada kierowcy, który znajdował się na prowadzeniu dwa okrążenia wcześniej. W tej sytuacji zwycięzcą został Kimi Räikkönen, który prowadził na 52. okrążeniu. Kilka dni później Jordan zdołał dostarczyć dowodów, że Fisichella rozpoczął już 55. okrążenie i dwa okrążenia wcześniej był już na prowadzeniu. Było to pierwsze zwycięstwo Giancarla Fisichelli w karierze.

### Starty w Sauberze (2004)
W sezonie 2004 startował dla zespołu Sauber, co miało mu pomóc w zdobyciu posady w zespole Ferrari. Cały sezon jeździł równo i bez problemów pokonywał swojego partnera, Felipe Massę. Ostatecznie został sklasyfikowany na 11 pozycji z 22 punktami.

### Starty w Renault (2005–2007)

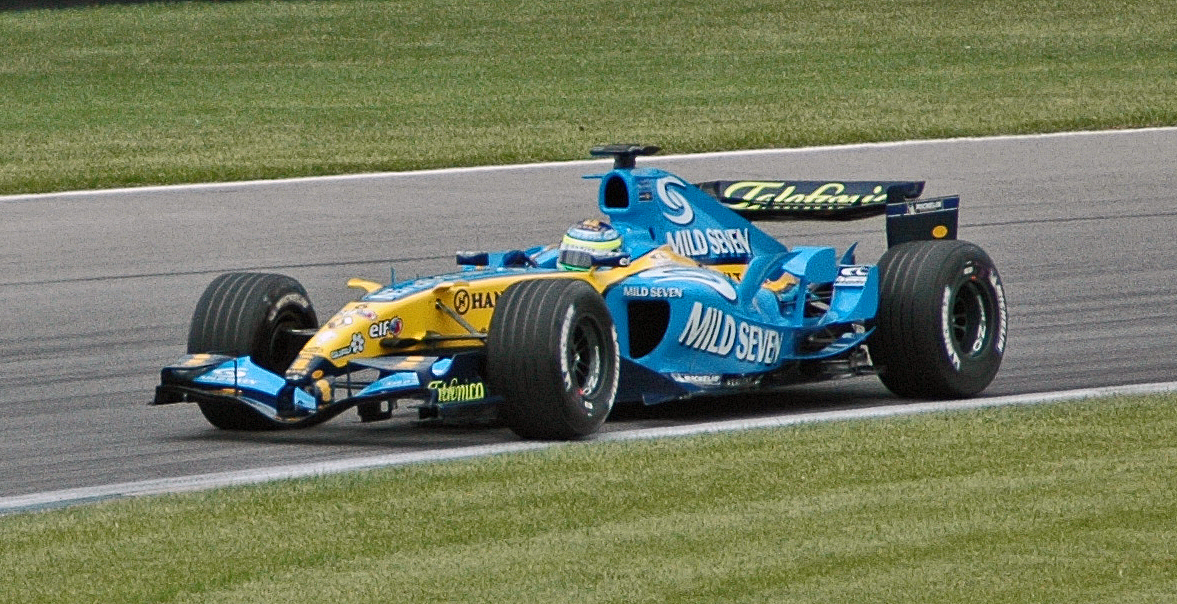
Fisichella podczas kwalifikacji do GP Stanów Zjednoczonych

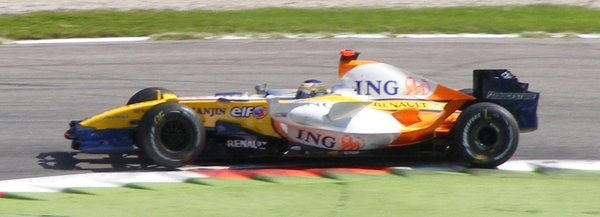
Fisichella podczas GP Włoch w 2007 roku

Dobra postawa w poprzednim sezonie przyczyniła się do tego, że dawny pracodawca, Flavio Briatore postanowił zatrudnić go w przemianowanym na Renault zespole Benetton.
Szczęśliwie wygrał GP Australii, ale później systematycznie był pokonywany przez swojego partnera, Fernando Alonso. Największą porażką Giancarlo w tym sezonie było oddanie zwycięstwa Räikkönenowi, na ostatnim okrążeniu GP Japonii. Sezon ukończył na piątym miejscu.
Barwy zespołu Renault reprezentował również w dwóch kolejnych sezonach. W sezonie 2006, startując ponownie u boku Fernando Alonso odniósł jedno zwycięstwo (GP Malezji). W sezonie 2007, po odejściu Alonso do McLarena, jego partnerem został Heikki Kovalainen.

### Przejście do Force India (2008–2009)

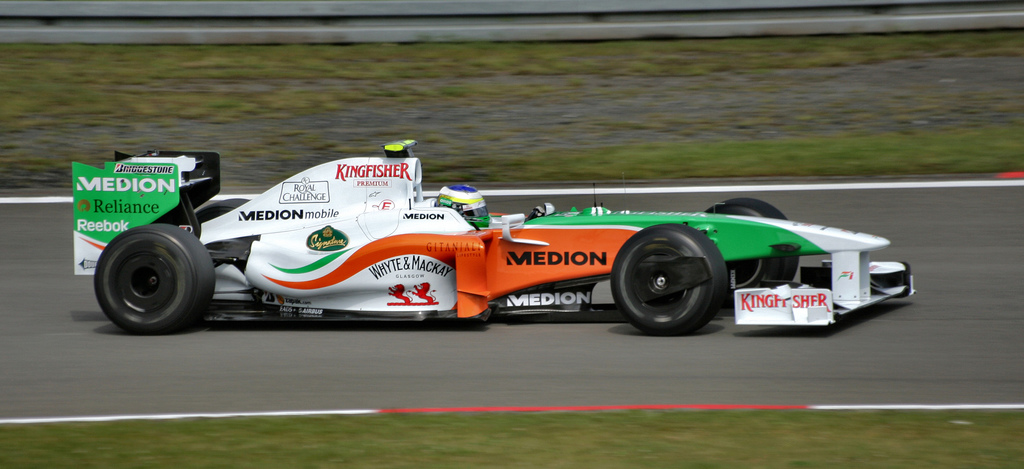
Fisichella podczas Grand Prix Niemiec 2009

Fisichella nie znalazł dla siebie zatrudnienia w Renault po sezonie 2007. Po tygodniach spekulacji zajął ostatnie wolne miejsce w stawce, jako kierowca zespołu Force India. Ze względu na słabe osiągi bolidu Włochowi nie udało się zdobyć żadnego punktu, a w kwalifikacjach tylko raz udało mu się przedostać do Q2 podczas swojego domowego Grand Prix Włoch. Sezon ukończył na 19. miejscu przed kolegą z zespołu Adrianem Sutilem.
W sezonie 2009 ponownie jeździł w indyjskim teamie. Pojawiały się spekulacje, w których twierdzono, iż Giancarlo może zostać zastąpiony przez któregoś z kierowców testowych zespołu McLaren-Mercedes, bądź ich protegowanego, Paula di Resty, w związku z zawarciem umowy pomiędzy Force India a zespołem z Woking. Plotki nasiliły się po tym, gdy Pedro de la Rosa podczas testów zasiadał w jednym z bolidów hinduskiego zespołu. Wszystko zostało jednak zdementowane po tym, jak właściciel ekipy, Vijay Mallya, oficjalnie potwierdził, że kierowcami zespołu będą Włoch i Niemiec. Początek sezonu również okazał się bezpunktowy. Wszystko zmieniło się jednak podczas Grand Prix Belgii, gdzie zdobył pole position i zakończył wyścig na drugiej pozycji, zdobywając tym samym pierwsze w historii punkty, zarazem podium, dla zespołu Force India. Prawdopodobnie mógłby nawet zwyciężyć, gdyby nie neutralizacja spowodowana wypadkami oraz system KERS w bolidzie Fina Kimiego Räikkönena, który tym samym wykorzystał go na długiej prostej.

### Przejście do Ferrari (2009)

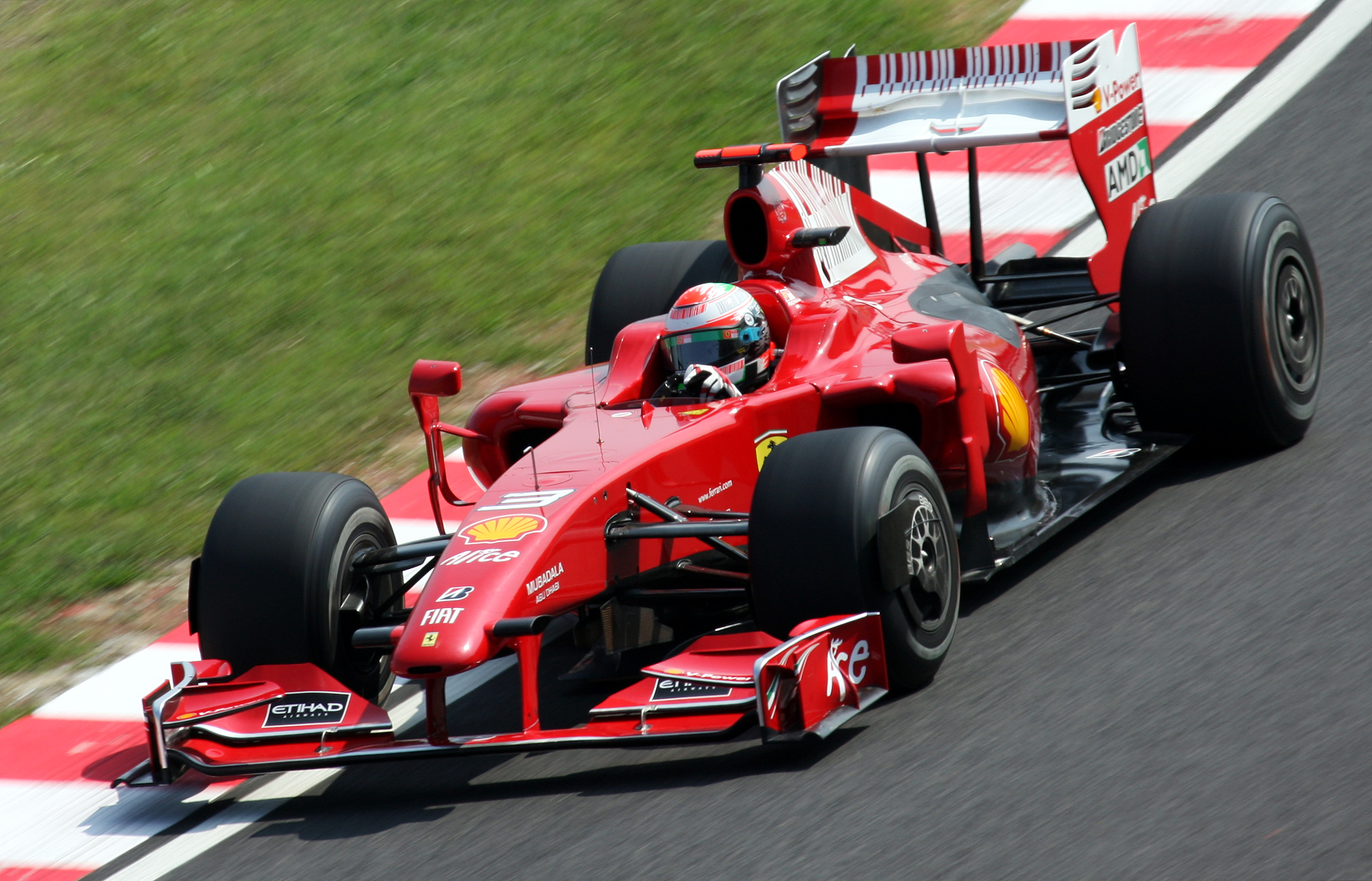
Giancarlo podczas Grand Prix Japonii 2009

Po kilkudniowych spekulacjach Ferrari ogłosiło 3 września 2009 roku, że Giancarlo Fisichella zajmie miejsce słabo spisującego się Luki Badoera, który to z kolei zastąpił kontuzjowanego Felipe Massę) w ich zespole. Fisichella stanowisko to obejmował do końca sezonu 2009. W barwach nowego zespołu nie udało mu się zdobyć ani jednego punktu, co wyjaśnił Stefano Domenicali twierdząc, iż Ferrari F60 jest zbyt trudne do prowadzenia, a Giancarlo przed debiutem w tym zespole na Grand Prix Włoch 2009 nigdy nie przejechał ani kilometra F60. Obecnie pełni funkcję kierowcy rezerwowego i testowego włoskiego zespołu.

### Dołączenie do Le Mans Series
1 lutego 2010 roku kierowca poinformował, że dołączył do Le Mans Series po tym, jak nie udało mu się znaleźć miejsca w stawce Formuły 1. Cały sezon spędzi w kategorii LMGT2 prowadząc Ferrari F430 GT.

## Fisichella Motor Sport International
W 2006 r. połączył siły z Coloni Motorsport i wystawiał bolidy w GP2 pod nazwą FMS International. Rok wcześniej podobna współpraca we Włoskiej Formule 3000 przyniosła tytuł Luki Filippiego. Zespół Coloni zerwał wszystkie powiązania z Fisichella wraz z końcem sezonu 2009.

## Starty w Formule 1
| Legenda oznaczeń w tabelach wyników Wyświetl szablon na nowej stronie | Legenda oznaczeń w tabelach wyników Wyświetl szablon na nowej stronie                                                                     |
| Oznaczenie                                                            | Wyjaśnienie |
| --------------------------------------------------------------------- | --- |
| Złoty                                                                 | Zwycięzca lub mistrzostwo |
| Srebrny                                                               | 2. miejsce lub wicemistrzostwo |
| Brązowy                                                               | 3. miejsce lub II wicemistrzostwo |
| Zielony                                                               | Ukończył, punktował (w klasyfikacji generalnej, gdy zdobył co najmniej jeden punkt na przestrzeni sezonu, poza trzema powyższymi opcjami) |
| Niebieski                                                             | Ukończył, nie punktował (w klasyfikacji generalnej, gdy nie zdobył co najmniej jednego punktu na przestrzeni sezonu)                      |
| Czerwony                                                              | Nie zakwalifikował się (NZ) |
| Czerwony                                                              | Nie prekwalifikował się (NPK) |
| Różowy                                                                | Nie ukończył (NU) |
| Różowy                                                                | Niesklasyfikowany (NS) (w klasyfikacji generalnej, gdy nie został sklasyfikowany w żadnym wyścigu sezonu)                                 |
| Czarny                                                                | Zdyskwalifikowany (DK) |
| Czarny                                                                | Wykluczony (WYK/EX) |
| Biały                                                                 | Nie wystartował (NW) |
| Biały                                                                 | Kontuzjowany (K/INJ) |
| Biały                                                                 | Wyścig odwołany (OD/C) |
| Bez koloru                                                            | Został wycofany (WYC/WD) |
| Bez koloru                                                            | Nie przybył (NP/DNA) |
| Bez koloru                                                            | Nie brał udziału w treningach (NT/DNP) |
| Bez koloru                                                            | Nie został zgłoszony (–) |
| Pogrubienie                                                           | Start z pole position |
| Kursywa                                                               | Najszybsze okrążenie wyścigu |
| †                                                                     | Nie ukończył, ale jego rezultat został zaliczony ze względu na przejechanie więcej niż 90% dystansu wyścigu.                              |
| *                                                                     | Sezon w trakcie |
| 1/2/3                                                                 | Punktowana pozycja w sprincie kwalifikacyjnym                                                                                             |
| Lista systemów punktacji Formuły 1                                    | |

| Rok  | Zespół                         | Samochód          | Silnik                   | Wyniki w poszczególnych eliminacjach | Wyniki w poszczególnych eliminacjach | Wyniki w poszczególnych eliminacjach | Wyniki w poszczególnych eliminacjach | Wyniki w poszczególnych eliminacjach | Wyniki w poszczególnych eliminacjach | Wyniki w poszczególnych eliminacjach | Wyniki w poszczególnych eliminacjach | Wyniki w poszczególnych eliminacjach | Wyniki w poszczególnych eliminacjach | Wyniki w poszczególnych eliminacjach | Wyniki w poszczególnych eliminacjach | Wyniki w poszczególnych eliminacjach | Wyniki w poszczególnych eliminacjach | Wyniki w poszczególnych eliminacjach | Wyniki w poszczególnych eliminacjach | Wyniki w poszczególnych eliminacjach | Wyniki w poszczególnych eliminacjach | Wyniki w poszczególnych eliminacjach | Pkt. | Msc. |
| ---- | ------------------------------ | ----------------- | ------------------------ | ------------------------------------ | ------------------------------------ | ------------------------------------ | ------------------------------------ | ------------------------------------ | ------------------------------------ | ------------------------------------ | ------------------------------------ | ------------------------------------ | ------------------------------------ | ------------------------------------ | ------------------------------------ | ------------------------------------ | ------------------------------------ | ------------------------------------ | ------------------------------------ | ------------------------------------ | ------------------------------------ | ------------------------------------ | ---- | ---- |
| 1996 |                                |                   |                          | Australia                            | Brazylia                             | Argentyna                            | Unia Europejska                      | San Marino                           | Monako                               | Hiszpania                            | Kanada                               | Francja                              | Wielka Brytania                      | Niemcy                               | Węgry                                | Belgia                               | Włochy                               | Portugalia                           | Japonia                              |                                      |                                      |                                      | 0    | NS   |
| 1996 | Team Minardi                   | Minardi M195B     | Ford EDM 3.0 V8          | NU                                   |                                      |                                      | 13                                   | NU                                   | NU                                   | NU                                   | 8                                    | NU                                   | 11                                   |                                      |                                      |                                      |                                      |                                      |                                      |                                      |                                      |                                      | 0    | NS   |
| 1997 |                                |                   |                          | Australia                            | Brazylia                             | Argentyna                            | San Marino                           | Monako                               | Hiszpania                            | Kanada                               | Francja                              | Wielka Brytania                      | Niemcy                               | Węgry                                | Belgia                               | Włochy                               | Austria                              | Luksemburg                           | Japonia                              | Unia Europejska                      |                                      |                                      | 20   | 8    |
| 1997 | Benson & Hedges Jordan Peugeot | Jordan 197        | Peugeot A14 3.0 V10      | NU                                   | 8                                    | NU                                   | 4                                    | 6                                    | 9                                    | 3                                    | 9                                    | 7                                    | 11†                                  | NU                                   | 2                                    | 4                                    | 4                                    | NU                                   | 7                                    | 11                                   |                                      |                                      | 20   | 8    |
| 1998 |                                |                   |                          | Australia                            | Brazylia                             | Argentyna                            | San Marino                           | Hiszpania                            | Monako                               | Kanada                               | Francja                              | Wielka Brytania                      | Austria                              | Niemcy                               | Węgry                                | Belgia                               | Włochy                               | Luksemburg                           | Japonia                              |                                      |                                      |                                      | 16   | 9    |
| 1998 | Mild Seven Benetton Playlife   | Benetton B198     | Playlife GC37-01 3.0 V10 | NU                                   | 6                                    | 7                                    | NU                                   | NU                                   | 2                                    | 2                                    | 9                                    | 5                                    | NU                                   | 7                                    | 8                                    | NU                                   | 8                                    | 6                                    | 8                                    |                                      |                                      |                                      | 16   | 9    |
| 1999 |                                |                   |                          | Australia                            | Brazylia                             | San Marino                           | Monako                               | Hiszpania                            | Kanada                               | Francja                              | Wielka Brytania                      | Austria                              | Niemcy                               | Węgry                                | Belgia                               | Włochy                               | Unia Europejska                      | Malezja                              | Japonia                              |                                      |                                      |                                      | 13   | 9    |
| 1999 | Mild Seven Benetton Playlife   | Benetton B199     | Playlife FB01 3.0 V10    | 4                                    | NU                                   | 5                                    | 5                                    | 9                                    | 2                                    | NU                                   | 7                                    | 12†                                  | NU                                   | NU                                   | 11                                   | NU                                   | NU                                   | 11                                   | 14†                                  |                                      |                                      |                                      | 13   | 9    |
| 2000 |                                |                   |                          | Australia                            | Brazylia                             | San Marino                           | Wielka Brytania                      | Hiszpania                            | Unia Europejska                      | Monako                               | Kanada                               | Francja                              | Austria                              | Niemcy                               | Węgry                                | Belgia                               | Włochy                               | Stany Zjednoczone                    | Japonia                              | Malezja                              |                                      |                                      | 18   | 6    |
| 2000 | Mild Seven Benetton Playlife   | Benetton B200     | Playlife FB02 3.0 V10    | 5                                    | 2                                    | 11                                   | 7                                    | 9                                    | 5                                    | 3                                    | 3                                    | 9                                    | NU                                   | NU                                   | NU                                   | NU                                   | 11                                   | NU                                   | 14                                   | 9                                    |                                      |                                      | 18   | 6    |
| 2001 |                                |                   |                          | Australia                            | Malezja                              | Brazylia                             | San Marino                           | Hiszpania                            | Austria                              | Monako                               | Kanada                               | Unia Europejska                      | Francja                              | Wielka Brytania                      | Niemcy                               | Węgry                                | Belgia                               | Włochy                               | Stany Zjednoczone                    | Japonia                              |                                      |                                      | 8    | 11   |
| 2001 | Mild Seven Benetton Renault    | Benetton B201     | Reanult RS21 3.0 V10     | 13                                   | NU                                   | 6                                    | NU                                   | 14                                   | NU                                   | NU                                   | NU                                   | 11                                   | 11                                   | 13                                   | 4                                    | NU                                   | 3                                    | 10                                   | 8                                    | 17†                                  |                                      |                                      | 8    | 11   |
| 2002 |                                |                   |                          | Australia                            | Malezja                              | Brazylia                             | San Marino                           | Hiszpania                            | Austria                              | Monako                               | Kanada                               | Unia Europejska                      | Wielka Brytania                      | Francja                              | Niemcy                               | Węgry                                | Belgia                               | Włochy                               | Stany Zjednoczone                    | Japonia                              |                                      |                                      | 7    | 11   |
| 2002 | DHL Jordan Honda               | Jordan EJ12       | Honda RA002E 3.0 V10     | NU                                   | 13                                   | NU                                   | NU                                   | NU                                   | 5                                    | 5                                    | 5                                    | NU                                   | 7                                    | NZ                                   | NU                                   | 6                                    | NU                                   | 8                                    | 7                                    | NU                                   |                                      |                                      | 7    | 11   |
| 2003 |                                |                   |                          | Australia                            | Malezja                              | Brazylia                             | San Marino                           | Hiszpania                            | Austria                              | Monako                               | Kanada                               | Unia Europejska                      | Francja                              | Wielka Brytania                      | Niemcy                               | Węgry                                | Włochy                               | Stany Zjednoczone                    | Japonia                              |                                      |                                      |                                      | 12   | 12   |
| 2003 | Benson & Hedges Jordan Ford    | Jordan EJ13       | Ford RS1 3.0 V10         | 12†                                  | NU                                   | 1                                    | 15†                                  | NU                                   | NU                                   | 10                                   | NU                                   | 12                                   | NU                                   | NU                                   | 13†                                  | NU                                   | 10                                   | 7                                    | NU                                   |                                      |                                      |                                      | 12   | 12   |
| 2004 |                                |                   |                          | Australia                            | Malezja                              | Bahrajn                              | San Marino                           | Hiszpania                            | Monako                               | Unia Europejska                      | Kanada                               | Stany Zjednoczone                    | Francja                              | Wielka Brytania                      | Niemcy                               | Węgry                                | Belgia                               | Włochy                               |                                      | Japonia                              | Brazylia                             |                                      | 22   | 11   |
| 2004 | Sauber Petronas                | Sauber C23        | Petronas 04A 3.0 V10     | 10                                   | 11                                   | 11                                   | 9                                    | 7                                    | NU                                   | 6                                    | 4                                    | 9†                                   | 12                                   | 6                                    | 9                                    | 8                                    | 5                                    | 8                                    | 7                                    | 8                                    | 9                                    |                                      | 22   | 11   |
| 2005 |                                |                   |                          | Australia                            | Malezja                              | Bahrajn                              | San Marino                           | Hiszpania                            | Monako                               | Unia Europejska                      | Kanada                               | Stany Zjednoczone                    | Francja                              | Wielka Brytania                      | Niemcy                               | Węgry                                | Turcja                               | Włochy                               | Belgia                               | Brazylia                             | Japonia                              |                                      | 58   | 5    |
| 2005 | Mild Seven Renault F1 Team     | Renault R25       | Renault RS25 3.0 V10     | 1                                    | NU                                   | NU                                   | NU                                   | 5                                    | 12                                   | 6                                    | NU                                   |                                      | 6                                    | 4                                    | 4                                    | 9                                    | 4                                    | 3                                    | NU                                   | 5                                    | 2                                    | 4                                    | 58   | 5    |
| 2006 |                                |                   |                          | Bahrajn                              | Malezja                              | Australia                            | San Marino                           | Unia Europejska                      | Hiszpania                            | Monako                               | Wielka Brytania                      | Kanada                               | Stany Zjednoczone                    | Francja                              | Niemcy                               | Węgry                                | Turcja                               | Włochy                               |                                      | Japonia                              | Brazylia                             |                                      | 72   | 4    |
| 2006 | Mild Seven Renault F1 Team     | Renault R26       | Renault RS26 2.4 V8      | NU                                   | 1                                    | 5                                    | 8                                    | 6                                    | 3                                    | 6                                    | 4                                    | 4                                    | 3                                    | 6                                    | 6                                    | NU                                   | 6                                    | 4                                    | 3                                    | 3                                    | 6                                    |                                      | 72   | 4    |
| 2007 |                                |                   |                          | Australia                            | Malezja                              | Bahrajn                              | Hiszpania                            | Monako                               | Kanada                               | Stany Zjednoczone                    | Francja                              | Wielka Brytania                      | Unia Europejska                      | Węgry                                | Turcja                               | Włochy                               | Belgia                               | Japonia                              |                                      | Brazylia                             |                                      |                                      | 21   | 8    |
| 2007 | ING Renault F1 Team            | Renault R27       | Renault RS27 2.4 V8      | 5                                    | 6                                    | 8                                    | 9                                    | 4                                    | DK                                   | 9                                    | 6                                    | 8                                    | 10                                   | 12                                   | 9                                    | 12                                   | NU                                   | 5                                    | 11                                   | NU                                   |                                      |                                      | 21   | 8    |
| 2008 |                                |                   |                          | Australia                            | Malezja                              | Bahrajn                              | Hiszpania                            | Turcja                               | Monako                               | Kanada                               | Francja                              | Wielka Brytania                      | Niemcy                               | Węgry                                | Unia Europejska                      | Belgia                               | Włochy                               | Singapur                             | Japonia                              |                                      | Brazylia                             |                                      | 0    | 19   |
| 2008 | Force India F1 Team            | Force India VJM01 | Ferrari 056 2.4 V8       | NU                                   | 12                                   | 12                                   | 10                                   | NU                                   | NU                                   | NU                                   | 18                                   | NU                                   | 16                                   | 15                                   | 14                                   | 17                                   | NU                                   | 14                                   | NU                                   | 17                                   | 18                                   |                                      | 0    | 19   |
| 2009 |                                |                   |                          | Australia                            | Malezja                              |                                      | Bahrajn                              | Hiszpania                            | Monako                               | Turcja                               | Wielka Brytania                      | Niemcy                               | Węgry                                | Unia Europejska                      | Belgia                               | Włochy                               | Singapur                             | Japonia                              | Brazylia                             |                                      |                                      |                                      | 8    | 15   |
| 2009 | Force India F1 Team            | Force India VJM02 | Mercedes FO 108W 2.4 V8  | 11                                   | 18†                                  | 14                                   | 15                                   | 14                                   | 9                                    | NU                                   | 10                                   | 11                                   | 14                                   | 12                                   | 2                                    |                                      |                                      |                                      |                                      |                                      |                                      |                                      | 8    | 15   |
| 2009 | Scuderia Ferrari Marlboro      | Ferrari F60       | Ferrari 056 2.4 V8       |                                      |                                      |                                      |                                      |                                      |                                      |                                      |                                      |                                      |                                      |                                      |                                      | 9                                    | 13                                   | 12                                   | 10                                   | 16                                   |                                      |                                      | 8    | 15   |